# Vozovna Husovice
Vozovna Husovice je trolejbusová a bývalá tramvajová vozovna Dopravního podniku města Brna.

## Historie

### Tramvaje

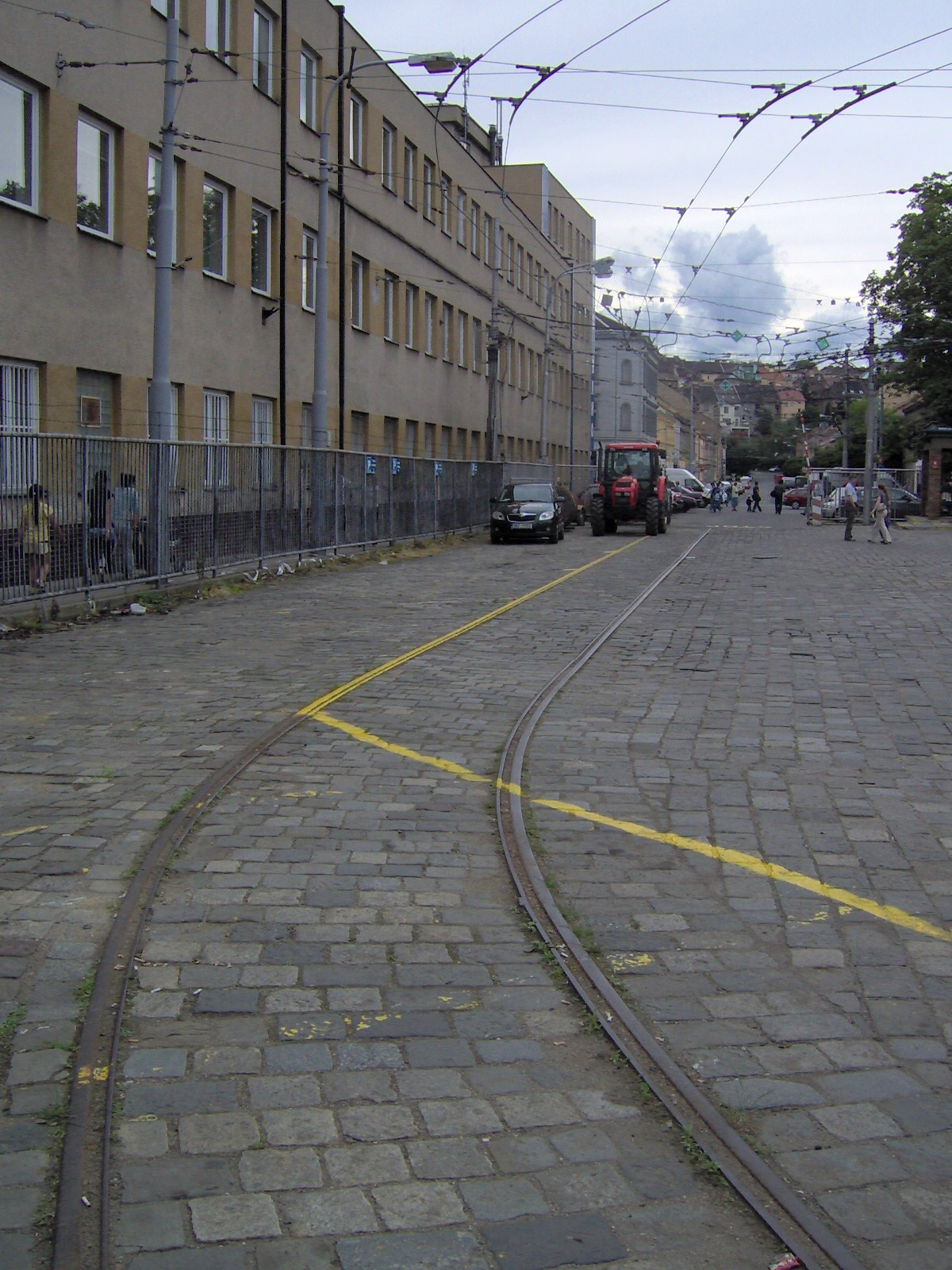
Zachovaná tramvajová kolej v areálu husovické vozovny

Mohutný rozmach tramvajové dopravy v Brně během první republiky vyústil v potřebu větších prostor pro umístění všech tramvají. V tehdejší době byly k dispozici rozlehlá vozovna v Pisárkách, jejíž kapacita již ale byla naplněna, a malá vozovna královopolská. Proto bylo rozhodnuto o stavbě třetího, moderního areálu, pro nějž bylo vybráno místo ve čtvrti Husovice.
Výstavba husovické vozovny proběhla v letech 1927 a 1928, zprovozněna byla na začátku roku 1929. Vozovna byla umístěna vedle tramvajové trati do Obřan. Jednalo se o moderní stavbu, která měla železnou střešní konstrukci s množstvím světlíků ze skla. Vjezd do areálu byl tvořen jednou kolejí, která se ale na nádvoří větvila do jedenácti kolejí, jež vedly do vlastní budovy. Ve vozovně se také nacházely dílny a umývárna vozů.
Vozovna Husovice sloužila tramvajím do roku 1971, poté byla zrekonstruována a od té doby slouží výhradně trolejbusům. Staré dvounápravové tramvaje (v Husovicích nebyly žádné vozy typů T a K) byly převedeny do medlánecké vozovny (tehdy se nazývala Královo Pole).
Zajímavostí je, že i po zrušení tramvajového provozu v husovické vozovně zde na dvou kolejích zůstaly historické vozy Technického muzea (TMB), které areál v Líšni začalo stavět až v roce 1975. Poslední tramvaje byly z Husovic do Líšně přesunuty až v roce 1980.

### Trolejbusy

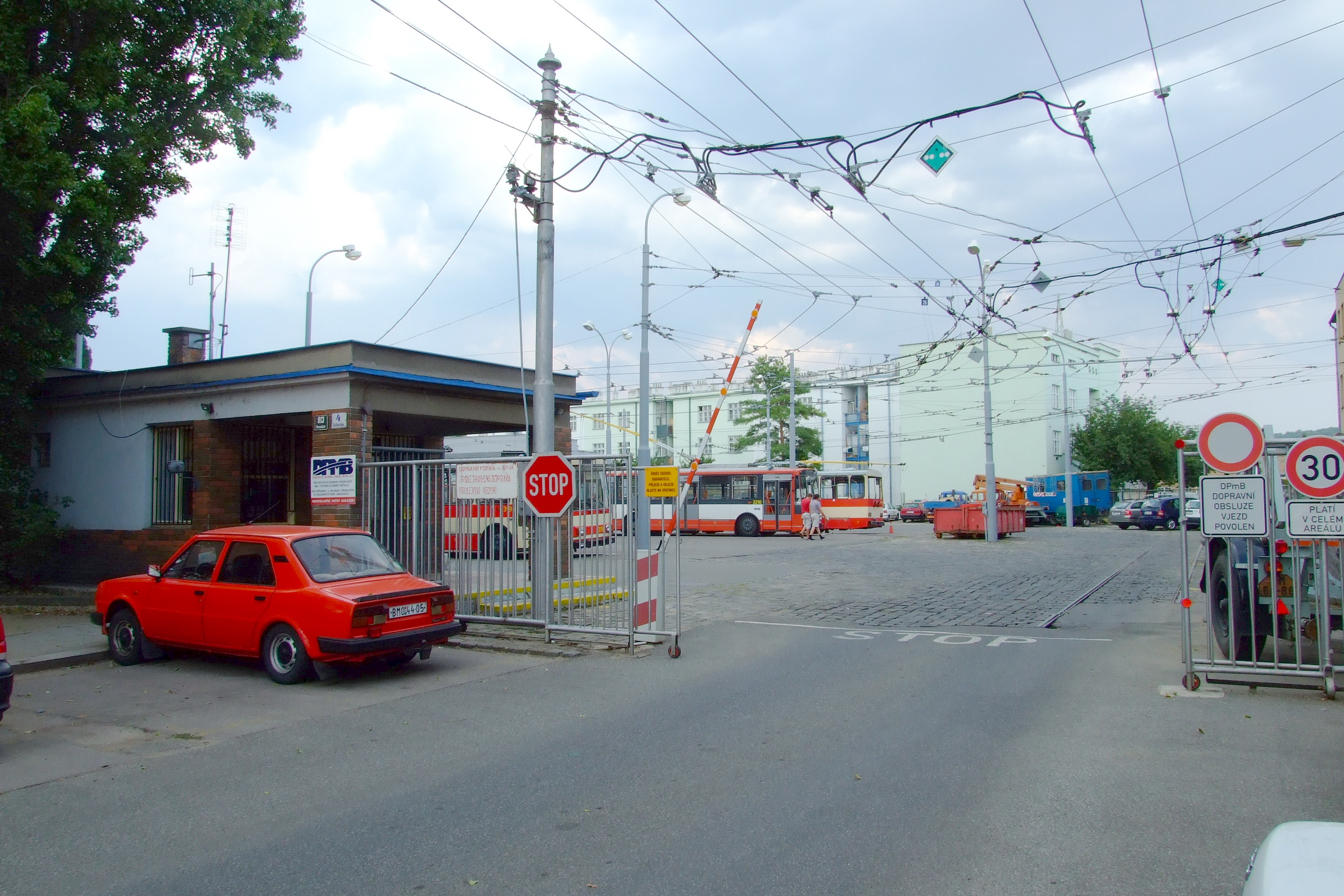
Vjezd do vozovny Husovice

Ještě před zahájením provozu trolejbusové dopravy v Brně v roce 1949 bylo rozhodnuto, že trolejbusové vozy budou umístěny v tramvajové vozovně v Husovicích, ač byl tento areál dosti vzdálen všem třem trolejbusovým linkám, které v roce 1949 zahájily provoz. Trolejbusům byla vyčleněna bývalá tramvajová umývárna, tedy krajní část budovy, která jako jediná byla průjezdná i z Dačického ulice. V této části vozovny se nacházely tři trolejbusové stopy.
Po dodání dalších vozů v 50. letech byla roku 1958 část trolejbusů (všechny vozy Škoda 7Tr a některé Škoda 8Tr) přesunuta do nově postavené vozovny v Králově Poli (nyní vozovna Medlánky), v níž byly trolejbusům určeny čtyři stopy. Jenže nezájem o tento druh MHD a úmysl ukončit jeho provoz i v Brně vedl ke zrušení trolejbusové provozovny v Králově Poli a tak se již v roce 1964 všechny tamější vozy stěhovaly zpět do husovické vozovny, která již souběžný provoz tramvají a trolejbusů kapacitně nezvládala.
Po obnovení zájmu o trolejbusy proto Dopravní podnik v roce 1971 rozhodl o přesunu všech tramvají do Králova Pole a husovickou vozovnu přiřkl již výhradně elektrické nekolejové trakci. Přestavba proběhla v letech 1971 a 1972 (samozřejmě během provozu), dvě koleje ale byly ponechány pro historické tramvaje TMB, které se během 70. let postupně stěhovaly do nového areálu v Líšni.
V hale je od té doby umístěno šest trolejbusových stop, další vozy mohou být odstaveny na nádvoří před budovou. V Husovicích bylo také v rámci přestavby vybudováno opravárenské zázemí pro trolejbusy, které bylo na počátku roku 2015 z důvodu nákupu nových vozů zrušeno. Také zde byla vybudována mycí linka pro trolejbusy.

## Současnost
V lednu 2017 se ve vozovně Husovice nacházelo 48 trolejbusů, které jsou určeny pro osobní dopravu. Jedná se o vozy typů Škoda 14Tr (a modifikace), kloubové Škoda 15Tr, nízkopodlažní Škoda 21Tr a kloubové Škoda 31Tr.